# پاتریک ستاره
پاتریک ستاره (به انگلیسی: Patrick Star) یک شخصیت داستانی در مجموعه تلویزیونی انیمیشن آمریکایی باب‌اسفنجی شلوارمکعبی است. صدای وی توسط بازیگر بیل فیجرباک و در ایران توسط محمدرضا صولتی و ابراهیم شفیعی ابراز می‌شود و توسط انیماتور و زیست‌شناس دریایی استفان هیلنبرگ ساخته و طراحی شده‌است. او نخستین بار در "قسمت آزمایشی سریال با نام «درخواست کمک» در اول ماه مه ۱۹۹۹ ظاهر شد. او دوست صمیمی باب اسفنجی است.
پاتریک به عنوان یک ستاره دریایی صورتی تنبل، دارای اضافه وزن، به همراه یک شلوارک سبز رنگ دارای گل‌های بنفش و کندذهن است که در زیر صخره ای در شهر زیر آب بیکینی باتم در همسایگی آقای اختاپوس در موآی زندگی می‌کند. مهم‌ترین ویژگی شخصیت او عدم وجود عقل سلیم است، که بعضی اوقات او و بهترین دوستش باب اسفنجی شلوار مکعبی را به دردسر می‌اندازد. پاتریک بیکار است و یک متخصص خودشناسی در «هنر انجام هیچ کاری» است.
این شخصیت واکنش‌های مثبتی را از طرف منتقدین و طرفداران دریافت کرده‌است. پاتریک در کالاهای مختلف مرتبط با ''باب اسفنجی شلوار مکعبی'' شامل کالاهای تجاری، بازی‌های ویدئویی، اسباب بازی‌های مخمل خواب دار و کتاب‌های کمیک گنجانده شده است. او شخصیتی پیشرو در فیلم بلند سینمایی ۲۰۰۴ باب اسفنجی شلوار مکعبی فیلم ۲۰۱۵ باب اسفنجی شلوار مکعبی: خارج از دریا دارد.

## نقش در باب اسفنجی شلوار مکعبی
پاتریک نادان اما شوخ‌طبع بهترین دوست باب اسفنجی شلوار مکعبی است. او به عنوان یک ستاره دریایی صورتی اضافه وزن به تصویر کشیده شده‌است، که به عنوان احمق روستایی شهر زیرزمینی بیکینی باتم پایین است. پاتریک در طول سریال دچار حماقت می‌شود و بسیاری از اشتباهات مضحک را مرتکب می‌شود. با وجود این، او گهگاه بعنوان بک فاضب یا به نوعی شخصی با سندرم ساوان به تصویر کشیده شده‌است و جملات و نکات دقیقی در موضوعات خاص با جزئیات خاص دارد. با این حال، او همیشه پس از نمایش لحظه ای خرد، به سرعت به حالت معمول و ناخودآگاه خود برمی گردد. او هیچ شغلی به جز چند کار کوتاه در رستوران آقای خرچنگ ندارد و بیشتر اوقات خود را صرف همراهی با باب اسفنجی، شکار کردن عروس دریایی یا دراز کشیدن در زیر سنگی محل سکونتش می‌کند.
در خانه، معمولاً پاتریک یا به خواب می‌رود، تماشای تلویزیون می‌کند یا مشغول «هنر انجام هیچ کاری» است، که در آن او یک متخصص است. تمام اثاثیه موجود در فضای زیر صخره او به استثناء کابینت ، تلویزیون و کنترل آن از شن ساخته شده‌است، و پاتریک می‌تواند به سادگی تصمیم بگیرد که در صورت نیاز مبلمان را به سرعت بسازد. حتی در این صورت، فضای زندگی او پراکنده‌است و فقط وسایل ضروری را شامل می‌شود. گذشته از بهترین دوست او باب اسفنجی که اغلب تحت تأثیر ظرفیت پاتریک برای ارائه برنامه‌ها یا راه حل‌های ساده و در عین حال نبوغ آمیز است، پاتریک غالباً اطرافیان خود را تحریک می‌کند و با ساده‌ترین سؤال یا موضوعات گیج می‌شود. شخصیت‌های آقای خرچنگ و اختاپوس هیچ صبر و حوصله ای برای حماقت پاتریک ندارند و اولی به او توجه زیادی نمی‌کند. کلنسی براون، که صدای آقای خرچنگ را دوبله می‌کند، گفت: «تنها کسی که او (آقای خرچنگ) استخدام نمی‌کند، پاتریک است زیرا پاتریک برای انجام هر کاری خیلی احمق است.» سندی غالباً توسط پاتریک اذیت می‌شود، اما هنوز او را به عنوان دوست می‌بیند.

## ساخت مینی سریال
نیکلودئون اعلام کرد که مینی سریالی به نام شوی پاتریک ستاره بر اساس این شخصیت در حال ساخت است و او در این سریال به‌عنوان مجری حضور خواهد داشت و با خانواده اش زندگی می‌کند. این سریال ۱۳ قسمت دارد و در سال ۲۰۲۱ پخش شد.